# Renfe
 (janvier 2013).
Si vous disposez d'ouvrages ou d'articles de référence ou si vous connaissez des sites web de qualité traitant du thème abordé ici, merci de compléter l'article en donnant les références utiles à sa vérifiabilité et en les liant à la section « Notes et références ».
Renfe ou officiellement Renfe Operadora (acronyme de Red nacional de los ferrocarriles españoles, réseau national des chemins de fer espagnols) désigne la société nationale d'exploitation des chemins de fer espagnols.

## Histoire

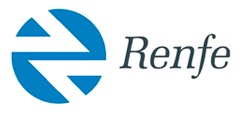
Ancien logo de la RENFE jusqu'en 2005.

La Renfe est créée le 24 janvier 1941, par la loi portant sur la nationalisation des sociétés privées, conduisant à la création du réseau national des chemins de fer espagnols.
Il existait alors 4 compagnies majeures : la Compañía de los caminos de hierro del Norte, la Compañía de los ferrocarriles de Madrid a Zaragoza y Alicante, ainsi que la Compañía Nacional de los Ferrocarriles del Oeste (es), et la Compañía de los Ferrocarriles Andaluces, ces deux dernières disposant d'un réseau bien moins étendu et performant.
Depuis le 1er janvier 2005, la Renfe ne gère plus l'infrastructure ferroviaire du fait de la création de Administrador de infraestructuras ferroviarias (ADIF). Elle emploie 31 860 salariés.
En janvier 2013, à la suite d'une décision du gouvernement espagnol, les activités de Renfe Operadora ont été réparties dans quatre filiales dont Renfe Integria pour la maintenance du matériel ferroviaire.
Le 9 mars 2021, la compagnie annonce le rachat de 50% des actions de la compagnie tchèque LEO Express afin de tenter de conquérir les marchés en République tchèque, Pologne et Slovaquie.

## Exploitation

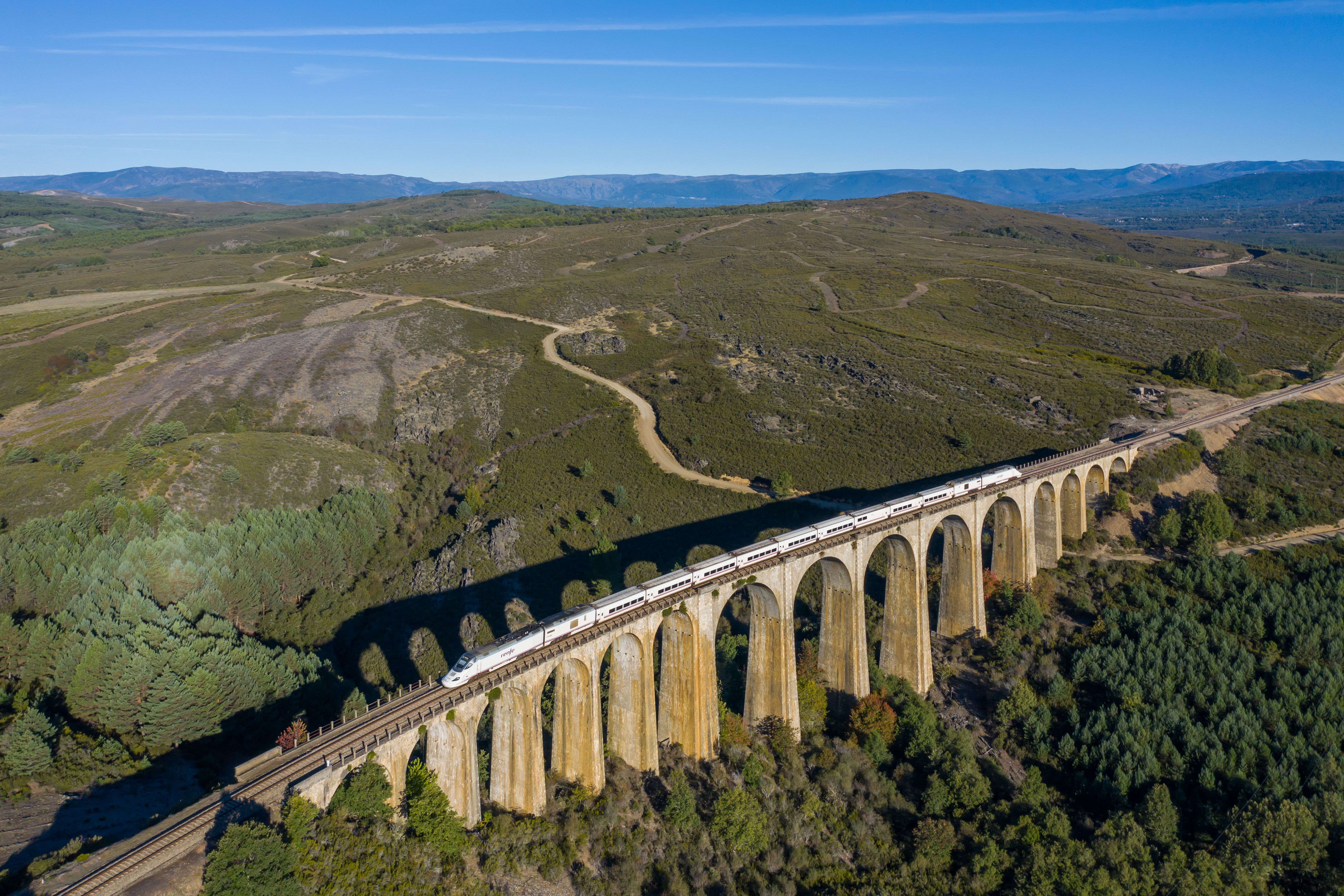
Une rame à grande vitesse S-730, entre Madrid et La Corogne.

La Renfe exploite un réseau d'une longueur de 11 829 km de lignes à voie large (écartement de 1 668 mm), dont 6 942 km électrifiés en courant continu 3 kV, et 19 km de lignes à voie métrique électrifiés en courant continu 1,5 kV.
Elle exploite en outre un réseau de lignes à grande vitesse de construites à l'écartement standard (1 435 mm) électrifiées en courant alternatif 25 kV. Ce réseau à grande vitesse est connecté au réseau français au tunnel du Perthus, de manière à joindre les grandes métropoles de ces deux pays.
En Espagne, les six lignes à grande vitesse ont une longueur totale de 2 056 km. Ces lignes sont :
- Madrid - Séville,
- Madrid - Barcelone - Figueras,
- Cordoue - Malaga,
- Madrid - Valladolid,
- Madrid - Tolède,
- Madrid - Valence.

Elles sont gérées par un organisme étatique, l'ADIF, qui, dans le cadre de la séparation de la gestion de l'infrastructure et de l'exploitation des services imposée par l'Union européenne, est devenu le gestionnaire de l'ensemble du réseau.

### Marques
- Alta Velocidad Española (AVE, service de train à grande vitesse)
- Avlo (service de train à grande vitesse low cost)
- Avant (service régional à grande vitesse)
- Alvia (trains à grande vitesse à écartement ibérique + écartement normal)
- Media Distancia Renfe (services régionaux, moyenne distance)

- Cercanías / Rodalies / Aldiriak) (train suburbain)
- Renfe Cercanías AM (écartement métrique)

#### Anciennes marques
- Alaris (trains pendulaires)
- Altaria (trains à écartement ibérique + écartement normal)
- Arco

### En France
En juillet 2023, la compagnie se lance sur le marché français dans le cadre de l'ouverture à la concurrence, en proposant des liaisons AVE Lyon - Barcelone et Marseille - Barcelone - Madrid. Elle proposera des liaisons Barcelone - Toulouse au deuxième trimestre 2025, toutefois, malgré la démonstration de son intérêt pour cette dernière, elle ne sera finalement pas lancée suite au refus de circulation de ses trains sur l'axe Paris - Lyon provoquant un retrait de nouvelles offres ferroviaires en France.